# 그 여자 (2005년 드라마)
《그 여자》는 2005년 12월 9일부터 2006년 2월 17일까지 방영된 SBS 금요드라마이다.
이 작품을 시작으로 SBS 금요드라마는 8시 55분부터 1~2부 연속 방영되었으며 이 과정에서 2005년 4월 29일부터 금요일 오후 8시 55분에 방송된 생방송 세븐데이즈는 10시 55분으로 늦춰졌다.

## 줄거리
불륜에 상처받은 여자가 어느덧 자신도 불륜 속으로 빠져드는 이야기이다.

## 등장 인물

### 주요 인물
- 심혜진 : 윤지수 역 - 11년차 전업주부
- 정성환 : 구도연 역 - 세정의 남편, 지수의 연인
- 장동직 : 정재민 역 - 지수의 남편
- 오윤아 : 오세정 역 - 재민의 내연녀

### 그 외 인물
- 김정난 : 하정선 역 - 지수의 친구
- 이승형 : 강석주 역 - 정선의 남편
- 윤미라 : 선녀 역 - 지수 어머니
- 한영숙 : 재민 모 역
- 김준성 : 차명진 역 - 정선의 내연남
- 김지우 : 윤민수 역
- 정민아 : 정다인 역
- 조아라 : 조선경 역
- 김응석

## 결방
- 2005년 12월 30일 : 8시 55분부터 송년특집 <빅스타 명장면 NG열전> 편성으로 인해 결방

## 참고 사항
- 윤지수 역의 심혜진은 《아내의 반란》으로 SBS 금요드라마 첫 출연을 할 뻔 했으나[2] SBS 아침연속극 《선택》 때문에 고사했다.[3]
- 오윤아가 맡았던 오세정 역은 당초 황인영이 낙점됐으나[4] 개인사업 등으로 스케줄이 바빠 고사한 바 있다.
- 작가 소현경은 2000년 MBC 《진실》 이후 5년 만에 미니시리즈 집필을 맡았다.
- 우연성의 남발로 비난을 샀다.[5]
- SBS 금요드라마 사상 처음으로 20%를 넘기며 종영하였다.[6]